# Zinédine Zidane
Zinédine Yazid Zidane (ur. 23 czerwca 1972 w Marsylii) – francuski piłkarz który występował na pozycji pomocnika, po zakończeniu kariery zawodniczej trener piłkarski. Podczas swojej kariery piłkarza nosił przydomek „Zizou”. 108-krotny reprezentant swojego kraju, z którym zdobył Mistrzostwo Świata 1998 oraz Mistrzostwo Europy 2000. Laureat Złotej Piłki w 1998 roku, najlepszy zawodnik Mistrzostw Świata 2006, na których jako kapitan drużyny narodowej dotarł z nią do finału.
Zawodnik AS Cannes, Girondins Bordeaux, Juventusu oraz Realu Madryt, z którym w 2002 roku zwyciężył w rozgrywkach Ligi Mistrzów. Trzy razy wybierany Piłkarzem Roku FIFA, raz wybierany najlepszym zawodnikiem w Europie. W 2004 roku Brazylijczyk Pelé umieścił go na liście stu najlepszych żyjących piłkarzy na świecie.
Podczas finału Mistrzostw Świata 2006, gdzie Włochy zmierzyły się z Francją, Zidane celowo uderzył głową w klatkę piersiową włoskiego piłkarza, Marco Materazziego, w odpowiedzi na wulgarną zaczepkę Włocha. Powalił tym rywala na murawę. Zidane został ukarany czerwoną kartką. Po rzutach karnych, które zakończyły się wynikiem 5:3, wygrali Włosi. Mimo wszystko Zidane został wybrany najlepszym piłkarzem całego turnieju. Piłkarską karierę Zidane zakończył w 2006 roku po mistrzostwach świata.

## Kariera klubowa

### Początki kariery i pobyt w AS Cannes
Zinédine Zidane już w 1982 roku dołączył do szkółki juniorów klubu US Saint-Henri, którego stadion znajdował się w jednej z dzielnic Marsylii – La Castellane. Następnie młody Francuz trenował w juniorskich zespołach SO Septèmes-les-Vallons. W wieku czternastu lat wyjechał z Septèmes-les-Vallons na nabór do ligi juniorów. Wówczas zwrócił na siebie uwagę skauta klubu AS Cannes – Jeana Varrauda. Debiut w dorosłej kadrze tej drużyny Zidane zaliczył jako szesnastolatek dnia 20 maja 1989, a swoją pierwszą bramkę dla AS Cannes strzelił 8 lutego 1991 roku. W nagrodę za tego gola francuski gracz otrzymał od prezydenta klubu samochód. W debiutanckim sezonie w zespole z Cannes Zidane rozegrał dwa ligowe spotkania, jednak w kolejnych rozgrywkach na boisku nie pojawił się już ani razu. Sezon 1990/1991 rozpoczął już jednak jako podstawowy zawodnik podopiecznych Boro Primoraca i wystąpił w 28 meczach Ligue 1. W kolejnym sezonie zaliczył 31 występów i strzelił pięć bramek, dzięki czemu został jednym z najlepszych strzelców drużyny.

### Bordeaux
Latem 1992 roku Zidane został piłkarzem Girondins Bordeaux. Już od początku pobytu w ekipie „żyrondystów” francuski pomocnik był podstawowym graczem zespołu. Pierwszy sezon w nowym klubie zakończył z 35 występami i 10 bramkami w ligowych rozgrywkach. Razem z Bordeaux Zidane w 1995 roku zwyciężył w Pucharze Intertoto, a w 1996 roku dotarł do finału Pucharu UEFA. Przez cztery lata gry w tym klubie Francuz w linii pomocy miał okazję grać u boku takich piłkarzy jak Bixente Lizarazu, Christophe Dugarry, Richard Witschge oraz Philippe Vercruysse. W 1995 roku chęć pozyskania Zidane’a oraz Dugarryego wyraził trener Blackburn Rovers – Kenny Dalglish. Właściciel zespołu – Jack Walker skomentował to jednak mówiąc „po co kupować Zidane’a, skoro mamy w kadrze Tima Sherwooda?”

### Juventus

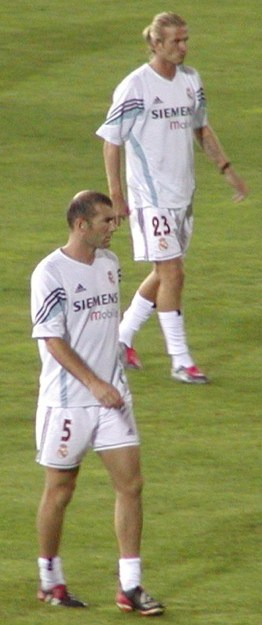
Zidane (po lewej) i David Beckham w koszulkach Realu Madryt

W maju 1996 roku Zidane podpisał czteroletni kontrakt ze zwycięzcą Ligi Mistrzów – Juventusem, do którego trafił za trzy miliony funtów. W drużynie prowadzonej przez Marcello Lippiego grał na pozycji rozgrywającego. Przyczynił się do wywalczenia przez „Starą Damę” mistrzostwa Włoch oraz Pucharu Interkontynentalnego, w którym Juventus pokonał 1:0 CA River Plate. Podczas sezonu 1996/1997 włoski klub dotarł także do finału Ligi Mistrzów, jednak przegrał wówczas 3:1 z Borussią Dortmund. Pierwszy rok pobytu w Turynie Zidane zakończył z 29 meczami i pięcioma bramkami w Serie A.
Strzelając siedem goli w 32 spotkaniach ligi włoskiej, Zidane pomógł Juventusowi obronić tytuł mistrza kraju. W rozgrywkach Ligi Mistrzów wystąpił trzynaście razy i zdobył pięć bramek, jednak „Stara Dama” w finałowym pojedynku tych rozgrywek przegrała z Realem Madryt 1:0. Rozgrywki ligowe 1998/1999 Juventus zakończył na szóstej pozycji, następnie dwa razy z rzędu zdobył wicemistrzostwo kraju. W 1999 roku zwyciężył w Pucharze Intertoto. Łącznie dla włoskiego zespołu Zidane rozegrał 151 meczów w Serie A i strzelił 24 gole. W Lidze Mistrzów zanotował 35 występów i osiem trafień.

### Real Madryt
W 2001 roku za 76 milionów euro Zidane został zawodnikiem Realu Madryt, dzięki czemu stał się najdroższym piłkarzem w historii aż do 2009 roku. Z ekipą „Królewskich” podpisał czteroletni kontrakt. 15 maja 2002 roku w finale Ligi Mistrzów przeciwko Bayerowi 04 Leverkusen Francuz zdobywając bramkę strzałem z woleja ustalił wynik na 2:1 i zapewnił Realowi dziewiąty w historii klubu triumf w Pucharze Europy. W następnym sezonie Zidane razem ze swoim klubem pokonując w finale Feyenoord zdobył Superpuchar Europy, a ponadto triumfował w rozgrywkach Superpucharu Hiszpanii. Francuskiemu zawodnikowi po raz trzeci przypadła także nagroda Piłkarza Roku FIFA.
Sezon 2005/2006 nie był już dla Zidane’a tak udany. Francuski gracz w meczu przeciwko Sevilli strzelił co prawda swojego pierwszego hat-tricka w karierze, jednak nie odniósł żadnych większych sukcesów. Real z Pucharu Króla został wyeliminowany w półfinale, z Ligi Mistrzów odpadł w 1/8 finału, natomiast w Primera Divisón stracił dwanaście punktów do mistrza kraju – FC Barcelony. W tym sezonie Zidane wystąpił w lidze hiszpańskiej 24 razy (w tym pięć razy wszedł na murawę z ławki rezerwowych), strzelił dziewięć bramek, zaliczył dziesięć asyst, pięć razy został ukarany żółtą kartką.
Po wcześniejszej zapowiedzi zakończenia kariery, Zidane ostatni mecz w barwach Realu Madryt rozegrał 7 maja 2006 roku, a jego drużyna zremisowała wówczas na Estadio Santiago Bernabéu z Villarreal CF 3:3. Wszyscy gracze „Królewskich” wystąpili w tym spotkaniu w specjalnych koszulkach, na których poniżej loga klubu widniał napis „ZIDANE 2001–2006”.

## Kariera reprezentacyjna
Karierę reprezentacyjną rozpoczął w 1986 roku zaczynając od występów w juniorskiej reprezentacji Francji U-15. W 1987 juniorska reprezentacja U-15 z nim w składzie wygrała Międzynarodowy Turniej o Puchar Syrenki w Warszawie. W latach 1988–1994 Zidane występował młodzieżowych reprezentacjach Francji U-17, U-18 i U-21. W reprezentacjach juniorskich rozegrał łącznie 30 meczów i strzelił cztery gole. W 1995 roku wystąpił w meczu reprezentacji Francji B z Białorusią.
Zidane ma podwójne obywatelstwo – francuskie i algierskie, a zatem był uprawniony do gry w reprezentacji Algierii. Trener „Les Fennecs” – Abdelhamid Kermali odmówił jednak powoływania go do kadry, ponieważ uważał, że Zidane nie jest wystarczająco szybkim pomocnikiem. „Zizou” zaprzeczył jednak temu w wywiadzie udzielonym w 2005 roku.
Pierwszy występ w barwach reprezentacji Francji Zidane zaliczył 17 sierpnia 1994 roku w towarzyskim meczu z Czechami. Spotkanie zakończyło się wynikiem 2:2, „Zizou” na boisku pojawił się w 63 minucie i strzelając dwie bramki zapewnił swojemu zespołowi remis. Aimé Jacquet – ówczesny trener reprezentacji opierał grę swojego zespołu na Éricu Cantonie, jednak gdy ten został zawieszony za kopnięcie jednego z kibiców, główną rolę w drużynie Francji zaczął odgrywać właśnie Zidane. Decyzja ta spowodowała sporą krytykę ze strony fanów oraz mediów, jednak na Mistrzostwach Europy 1996 podopieczni Jacqueta zostali wyeliminowani dopiero w półfinale, kiedy to przegrali po rzutach karnych z Czechami.

### Mundial 1998, Euro 2000

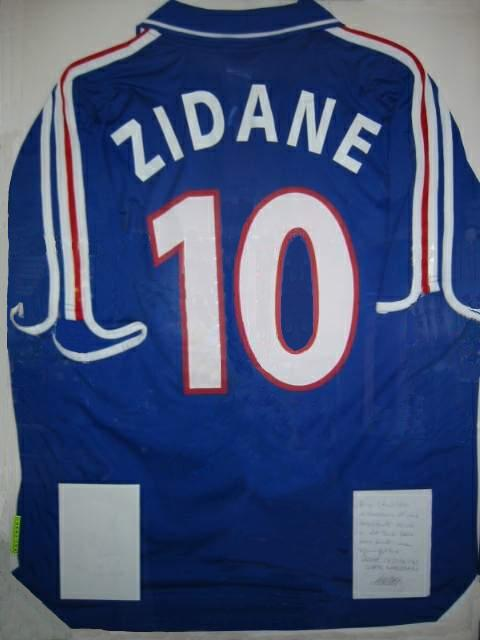
Koszulka reprezentacyjna Zidane’a z numerem 10

W 1998 roku Zidane razem ze swoją reprezentacją wywalczył mistrzostwo świata, a sam został wybrany najlepszym piłkarzem finału według FIFA. Zespół prowadzony przez trenera Jacqueta w meczu finałowym pokonał 3:0 Brazylijczyków, a dwie pierwsze bramki zdobył właśnie „Zizou”. Jeszcze w rundzie grupowej Francuz został ukarany czerwoną kartką i był wykluczony z gry w dwóch spotkaniach.
Kolejnym wielkim turniejem w karierze Zidane’a były Mistrzostwa Europy 2000. Francuzi z sześcioma punktami na koncie wyszli ze swojej grupy z drugiego miejsca, a w ćwierćfinale zagrali z Hiszpanami. Podopieczni Rogera Lemerre’a zwyciężyli 2:1, a jedną z bramek w tym spotkaniu bezpośrednim uderzeniem z rzutu wolnego strzelił właśnie Zidane. Następnie Francuz zapewnił swojej drużynie zwycięstwo w dogrywce półfinałowego pojedynku przeciwko Portugalii, kiedy to zdobył zwycięskiego gola z rzutu karnego w 117 minucie. W finałowym spotkaniu Francuzi także okazali się lepsi od swoich rywali i również po dogrywce pokonali reprezentację Włoch. Po zakończeniu mistrzostw zespół narodowy Francji awansował na pierwsze miejsce w rankingu FIFA.

### Mundial 2002, Euro 2004
W 2002 roku Zidane razem ze swoim zespołem pojechał do Korei Południowej i Japonii na mistrzostwa świata. Impreza w Azji okazała się dla Francuzów zupełnie nieudana, ponieważ obrońcy mistrzowskiego tytułu nie strzelili na niej ani jednego gola i zajęli ostatnie miejsce w swojej grupie. Zidane wystąpił tylko w przegranym 0:2 pojedynku z Danią, ponieważ w dwóch pierwszych meczach nie mógł zagrać z powodu kontuzji uda.
Nieudane dla Francuzów okazały się również Mistrzostwa Europy 2004. Drużyna Jacques’a Santiniego w ćwierćfinale została wyeliminowana przez późniejszych triumfatorów turnieju – Greków. W rundzie grupowej Zidane strzelając bramki w 91 i 93 minucie meczu z Anglią zapewnił swojej reprezentacji zwycięstwo 2:1. Zdobył także jednego z goli w zwycięskim spotkaniu przeciwko Szwajcarii, który zakończył się wynikiem 3:1. W 1/4 finału Francuzi musieli jednak uznać wyższość Grecji, która wygrała 1:0, a w drodze po mistrzostwo Europy pokonała jeszcze Czechy oraz Portugalię.

### Koniec kariery i powrót
Po odpadnięciu reprezentacji Francji z Euro 2004 Zidane postanowił zakończyć reprezentacyjną karierę. W 2005 roku na prośbę trenera drużyny narodowej – Raymonda Domenecha „Zizou” powrócił do reprezentacji by pomóc jej w awansie na Mistrzostwa Świata 2006 i ponownie został wybrany jej kapitanem. Razem z nim do kadry powrócili również Claude Makélélé oraz Lilian Thuram. Pierwszy występ po powrocie Zidane zaliczył 3 września 2005 roku, a Francuzi pokonali wówczas Wyspy Owcze 3:0. 25 kwietnia 2006 roku Zidane zapowiedział, że po mundialu 2006 definitywnie zakończy reprezentacyjną karierę.
27 maja tego samego roku Zidane zaliczył swój setny występ w reprezentacji Francji, kiedy to w rozegranym na Stade de France towarzyskim meczu „Trójkolorowi” pokonali 1:0 Meksyk. Był to ostatni mecz, jaki piłkarz rozegrał na tym stadionie. Zidane został czwartym zawodnikiem w historii drużyny narodowej Francji, który rozegrał dla niej co najmniej 100 meczów. Wcześniej dokonali tego Marcel Desailly, Didier Deschamps i Lilian Thuram.

### Mundial 2006

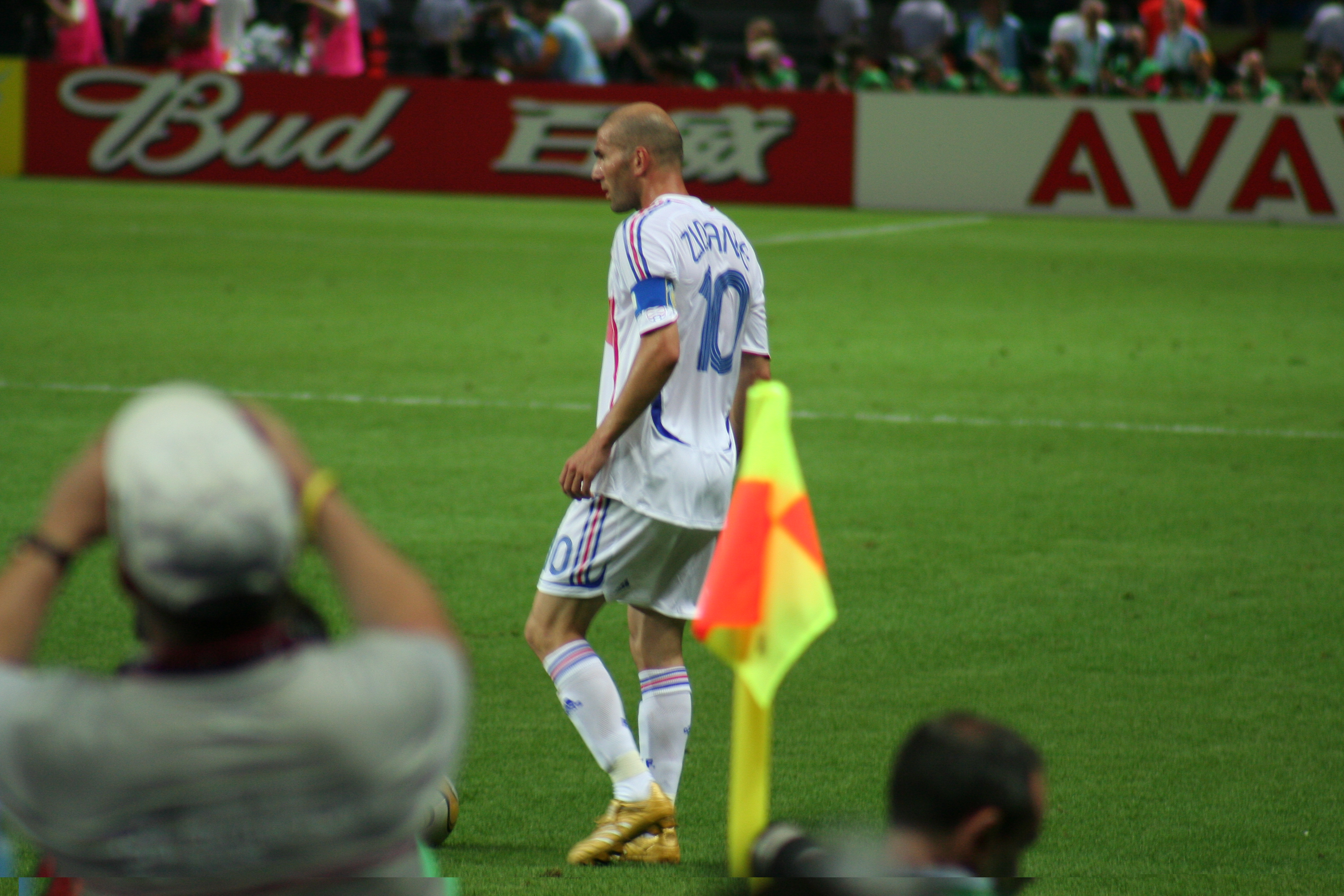
Zidane podczas finału Mistrzostw Świata 2006

Mistrzostwa Świata 2006 Francuzi rozpoczęli od bezbramkowego remisu ze Szwajcarami. W drugim meczu grupowym zaledwie zremisowali 1:1 z Koreą Południową i o ich awansie do dalszej fazy turnieju miał zadecydował ostatni pojedynek z Togo. Zidane w obu pierwszych spotkaniach został ukarany żółtą kartką i nie mógł wystąpić w spotkaniu z podopiecznymi Otto Pfistera. Francuzi zwyciężyli ostatecznie 2:0 i wyszli z grupy z drugiego miejsca. Zidane do gry powrócił na pojedynek 1/8 finału z Hiszpanią, w którym zaliczył asystę oraz zdobył gola w 92 minucie, dzięki czemu ustalił wynik na 3:1 dla „Trójkolorowych”. W ćwierćfinale Francja zwyciężyła 1:0 z Brazylią, jedyne trafienie zaliczył wówczas Thierry Henry, natomiast „Zizou” został wybrany przez FIFA najlepszym zawodnikiem meczu. Cztery dni później – 5 lipca zespół prowadzony przez Raymonda Domenecha wygrał 1:0 w półfinałowym pojedynku przeciwko Portugalii. Jedynego gola zdobył wówczas Zidane, który w 33 minucie skutecznie wykorzystał rzut karny.
Finałowy mecz mistrzostw świata odbył się 9 lipca. Rywalem Francuzów byli Włosi, którzy w swoich wcześniejszych spotkaniach stracili tylko jednego gola. Już w siódmej minucie finałowego pojedynku Zidane wyprowadził swój zespół na prowadzenie po skutecznym wykorzystaniu rzutu karnego. W dziewiętnastej minucie wyrównał Marco Materazzi, a jak się później okazało o zwycięstwie musiała zadecydować dogrywka. W 110 minucie doszło do starcia zdobywców obu goli, w efekcie czego Zidane został ukarany czerwoną kartką (patrz poniżej). Ostatecznie „Squadra Azzurra” pokonała Francuzów po rzutach karnych, które zakończyły się wynikiem 5:3. Mimo wszystko Zidane został wybrany najlepszym piłkarzem całego turnieju. Zgodnie z wcześniejszą zapowiedzią po mistrzostwach „Zizou” zakończył piłkarską karierę.

#### Konfrontacja z Marco Materazzim
Po zakończeniu jednej z akcji podczas dogrywki, Zidane i Materazzi zaczęli wycofywać się w kierunku środka boiska. Po krótkiej wymianie zdań Francuz zaczął odchodzić od obrońcy Interu Mediolan. Chwilę później Zidane jednak przystanął, zawrócił, podszedł do Materazziego i uderzył go głową w klatkę piersiową, czym powalił rywala na murawę. Arbiter spotkania – Horacio Elizondo nie zauważył całego zajścia, jednak został o nim poinformowany przez czwartego sędziego – Luisa Medinę Cantalejo.
Po konsultacji ze swoimi asystentami, Elizondo ukarał Zidane’a czerwoną kartką w 110 minucie. Była to czternasta czerwona kartka, jaką Francuz został ukarany w swojej karierze. „Zizou” po Kameruńczyku Rigobercie Songu został drugim zawodnikiem w historii, który został odesłany do szatni w dwóch różnych edycjach mistrzostw świata. Francuz został także czwartym piłkarzem, który został ukarany czerwoną kartką w finałowym meczu mundialu i pierwszym, który został nią ukarany w dogrywce.

#### Prowokacje
Zapis wideo daje do zrozumienia, że Zidane’a sprowokowały słowa wypowiedziane przez Materazziego. „The Times”, „The Sun” oraz „Daily Star” zatrudniły osoby zajmujące się odczytywaniem słów z ruchu ust, których zadaniem było rozszyfrowanie tego, co powiedział włoski defensor. Wszystkie te gazety opublikowały informację, jakoby Materazzi używając wulgarnych słów obraził matkę Zidane’a. W 2008 roku „The Sun” i „Daily Star” przeprosiły za pomyłkę, natomiast „The Times” nie złożyło w tej sprawie jeszcze żadnych wyjaśnień.
W pierwszej wypowiedzi na temat meczu finałowego Zidane tylko częściowo wyjaśnił swoje zachowanie, mówiąc, że jego reakcję spowodowało obrażenie przez Materazziego matki oraz siostry Francuza. Włoski piłkarz zaprzeczył tym zarzutom i utrzymywał, że zachowanie Zidane’a było aroganckie i naganne, natomiast jego uwagi są trywialne. Materazzi powtarzał również, że nie obraził matki rywala (która w tym czasie była chora). Powiedział „nie mógłbym obrazić jego matki; moja matka zaginęła, gdy miałem piętnaście lat i wciąż czuję emocje, mówiąc o niej”.
W późniejszym czasie reprezentant Francji powiedział, że po usłyszeniu wyzwisk Materazziego na temat swojej rodziny wolał uderzyć go, niż dłużej tego słuchać. Zidane przeprosił również za swoje zachowanie, jednak dał do zrozumienia, że nie żałuje swojej decyzji, natomiast całej zaistniałej sytuacji winien jest Materazzi. Dwa miesiące później zawodnik Interu Mediolan publicznie przeprosił Zidane’a. Przedstawił również swoją wersję wydarzeń, według której w jednej z akcji trzymał Francuza za koszulkę, po czym ten powiedział „jeśli tak bardzo chcesz moją koszulkę, to dam ci ją po meczu”. Włoch miał natomiast odpowiedzieć „wolałbym twoją siostrę”. W jednym z późniejszych wywiadów Materazzi powiedział, że wypowiadając to zdanie użył wulgaryzmu obrażając tym samym siostrę Francuza.

#### Reakcje
Prezydent Francji – Jacques Chirac nazwał Zidane’a bohaterem narodowym oraz „człowiekiem z sercem i przekonaniem”. Chirac następnie oznajmił, że zachowanie Francuza nie było godne naśladowania, ale wytłumaczyć je można tym, że Francuz został sprowokowany. Algierski prezydent – Abdelaziz Bouteflika wyraził solidarność z Zidane’em w liście poparcia. W późniejszym czasie francuska gazeta Le Figaro nazwała zachowanie francuskiego piłkarza „odpychającym i niedopuszczalnym”. Redaktor naczelny L’Équipe porównał Zidane’a do Muhammada Ali, ale dodał również, że w przeciwieństwie do „Zizou” Ali, Jesse Owens oraz Pelé „nigdy nie złamali najbardziej elementarnych zasad sportu”. Zapytał również jak Zidane wytłumaczy swój atak na Materazziego przed milionami dzieci na całym świecie, ale następnego dnia przeprosił za ten komentarz. Tygodnik „Time” potraktował incydent jako symbol europejskiego „zmagania się z wielokulturowością”. Pomimo zaistniałej sytuacji i krytyki jaka spłynęła na Zidane’a, sponsorzy Francuza postanowili nie zrywać z nim swoich kontraktów. Francusko-kolumbijska polityk, Íngrid Betancourt, która przez sześć lat była więziona przez FARC, po odzyskaniu wolności wyraziła uznanie dla czynu Zidane’a i stwierdziła, że zrobiłaby to samo”.
Incydent ten był szeroko rozpowszechniony w internecie oraz kulturze popularnej. Oprócz mnóstwa parodii filmu przedstawiającego zajście powstała także piosenka pod tytułem Coup de Boule, która dotarła do szczytów francuskich list przebojów.
Nowa książka, The Hidden Face Of Zidane, która została napisana przez dziennikarza Besma Lahouriego i opublikowana we wrześniu 2008 roku wykazała, że Zidane musiał wyrazić ubolewanie z powodu zaistniałej sytuacji po rozmowie ze swoim kuzynem.
W świetle oświadczenia Zidane’a, FIFA wszczęła postępowanie dyscyplinarne w sprawie wyjaśnienia szczegółów incydentu. FIFA potwierdziła prawidłowość decyzji sędziego Elizondo, odrzucając możliwość, by Cantalejo wykorzystał do oceny zachowania Francuza transmitowany na telebimie zapis wideo. Ostatecznie Materazzi został ukarany karą finansową pięciu tysięcy franków szwajcarskich oraz dwoma meczami dyskwalifikacji. Francuz dostał natomiast karę 7,5 tysiąca franków szwajcarskich oraz zakaz gry w trzech spotkaniach. Jako że zakończył już jednak piłkarską karierę, przez trzy dni dobrowolnie wykonywał prace społeczne na rzecz FIFA.

## Kariera trenerska
W listopadzie 2010 roku Florentino Pérez mianował Zidane’a na doradcę pierwszej drużyny. Francuz miał być do dyspozycji prezesa i trenera, a do jego zadań należało m.in. udzielanie się w spotkaniach i czynnościach związanych z Ligą Mistrzów, uczestnictwo w treningach i zgrupowaniach zespołu oraz w spotkaniach przedmeczowych. Od lipca 2011 pełnił funkcję dyrektora sportowego drużyny, zastępując Jorge Valdano. 26 czerwca 2013 roku Carlo Ancelotti poinformował, że Zinedine Zidane i Paul Clement obejmą stanowiska asystentów pierwszego trenera. W styczniu 2014 Francuz uzyskał dyplom Centrum Prawa i Ekonomii Sportu w Limoges.

### Real Madryt Castilla
W czerwcu 2014 Real Madryt zakomunikował, że Zinédine Zidane rozpocznie pracę jako członek sztabu trenerskiego Realu Madryt Castilli. Oficjalnie rolę pierwszego trenera pełnił Santiago Sánchez, ale zdaniem Miguel Galána, dyrektora CENAFE (Narodowego Centrum Kształcenia Trenerów), to Zidane był faktycznym pierwszym trenerem Realu Madryt Castilli w trakcie spotkań. W związku z brakami formalnymi – Francuz wówczas nie miał odpowiedniej licencji by prowadzić zespół na poziomie Segunda División B – w październiku Hiszpański Związek Piłki Nożnej zawiesił go w prawach trenera na 3 miesiące. Po odwołaniu się przez klub od tej decyzji Trybunał Administracyjny ds. Sportu (hiszp. Tribunal Administrativo del Deporte) zniósł karę. W maju 2015 otrzymał licencję UEFA Pro.

### Real Madryt
4 stycznia 2016 roku został trenerem Realu Madryt, po zwolnieniu z tej funkcji Rafaela Beníteza. 28 maja 2016 roku zdobył ze swoją drużyną puchar Ligi Mistrzów.
W następnym sezonie, jako pierwszy trener w historii, obronił puchar Ligi Mistrzów (po roku 1992). Prowadzona przez niego drużyna zdobyła również Mistrzostwo Hiszpanii, Superpuchar Europy i Klubowe mistrzostwo świata. Dodatkowo wyrównała rekord 16 wygranych meczów z rzędu w lidze oraz osiągnęła serię 40 meczów bez porażki, co jest rekordem wśród hiszpańskich klubów.
W kolejnym sezonie został pierwszym trenerem w historii, który zdobył puchar Ligi Mistrzów po raz trzeci z rzędu. Ponadto jego zespół ponownie zwyciężył w Superpucharze Europy i Klubowych mistrzostwach świata oraz triumfował w dwumeczu o Superpuchar Hiszpanii. Real zanotował również serię 73 meczów z rzędu ze zdobytą co najmniej jedną bramką, ustawiając tym samym rekord wśród europejskich drużyn i osiągając drugi taki rezultat na świecie.
31 maja 2018 roku ogłosił swoje odejście ze stanowiska trenera Realu Madryt. W ciągu 2,5 roku zdobył z zespołem dziewięć trofeów.
Niecałe dziesięć miesięcy później, 11 marca 2019, ponownie został trenerem Realu, podpisując kontrakt do 30 czerwca 2022 roku.
9 grudnia 2020 roku podczas meczu 6. kolejki fazy grupowej Ligi Mistrzów przeciwko Borussii M’gladbach, odniósł swoje 150 zwycięstwo jako szkoleniowiec Realu Madryt. Francuz stał się tym samym drugim szkoleniowcem hiszpańskiego klubu po Miguelu Muñozie (356 zwycięstw jako trener Realu Madryt), któremu udało się przekroczyć tę granicę. W 150 zwycięskich spotkaniach pod wodzą Zidane’a, zawodnicy Realu Madryt strzelili 536 bramek.
27 maja 2021 roku zrezygnował z funkcji trenera Realu Madryt. W ciągu drugiej kadencji trenera w Realu wywalczył dwa trofea: Superpuchar Hiszpanii i mistrzostwo Hiszpanii (La Liga).

## Działalność charytatywna

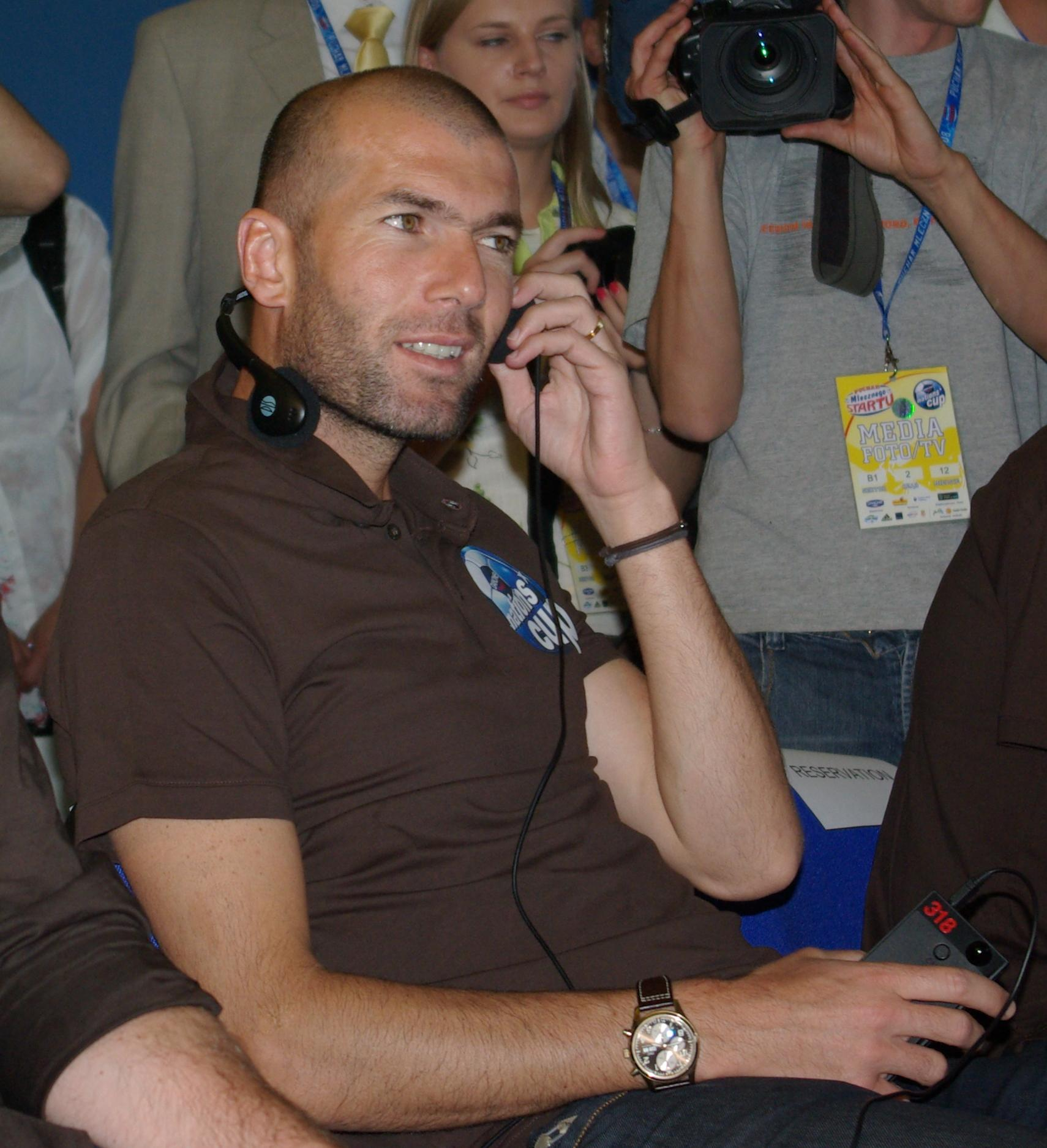
Zidane podczas konferencji prasowej

24 lutego 2007 roku Zidane pojechał do północnej Tajlandii, gdzie zagrał w charytatywnym meczu na rzecz fundacji Keuydaroon, która pomaga dzieciom chorym na AIDS. Pojedynek zakończył się remisem 2:2, a spotkanie przyniosło dochody w wysokości 260 tysięcy batów.
19 listopada tego samego roku Zidane wziął udział w piątym meczu przeciwko biedzie panującej w Máladze, który także zakończył się wynikiem 2:2. „Zizou” znany jest także ze współpracy z Brazylijczykiem Ronaldo w ramach Programu Narodów Zjednoczonych ds. Rozwoju, w którym bierze udział także wielu innych sportowców oraz osoby związane z innymi branżami. Od 2001 roku Zidane jest ambasadorem dobrej woli ONZ. W jednym z wywiadów powiedział „każdy może zrobić coś, żeby uczynić świat lepszym miejscem”.
13 czerwca 2009 jako uczestnik wyprawy charytatywnej wspiął się na Mont Blanc, na szczycie którego zawiesił flagę fundacji walczącej z leukodystrofią.
Zinédine Zidane i Ronaldo z okazji trzęsienia ziemi na Haiti zorganizowali mecz rozpoczęty 25 stycznia 2010 roku, zebranych gwiazd piłkarskich przeciwko klubowi SL Benfica. Na stadionie Benfiki Estádio da Luz pojawiło się ponad 50 000 widzów i 60 piłkarzy z różnych krajów. Przed rozpoczęciem gry minutą ciszy uczczono pamięć ofiar trzęsienia ziemi, które nawiedziło Haiti 12 stycznia. W meczu zagrali też piłkarze długo po zakończeniu kariery. Również sam 38-letni Zidane wziął udział w tym meczu. Wydarzenie było częścią Programu Rozwoju ONZ, wspieranego przez UEFA.

## Nagrody i odznaczenia
W 2004 roku miesięcznik Forbes umieścił Zidane’a na 42. miejscu wśród najlepiej opłacanych sportowców na świecie. Jego zarobki wyniosły wówczas 15,8 miliona dolarów rocznie. Od 2000 roku Zidane regularnie wybierany był jedną z najpopularniejszych francuskich osobistości jednej z gazet. W plebiscycie tym zajmował pierwsze miejsce w latach 2000, 2003, 2004 i 2006, drugie miejsce w 2005 roku i czwarte miejsce w 2001 i 2002 roku.
W listopadzie 2006 roku Zidane wybrał się do Bangladeszu, gdzie złożył wizytę triumfatorowi Pokojowej Nagrody Nobla – Muhammadowi Yunusowi. Francuz odwiedził również miejsce urodzenia swoich rodziców oraz spotkał się z prezydentem Algierii – Abdelazizem Butefliką.

### Sponsorzy
„Zizou” miał podpisane kontrakty z takimi firmami jak Adidas, Lego, France Télécom, Orange, Audi, oraz Christian Dior. W swoim ostatnim sezonie w karierze na kontraktach reklamowych zarobił 8,6 miliona euro, natomiast w Realu zarobił 6,4 miliona euro, dzięki czemu znalazł się w pierwszej szóstce najlepiej zarabiających piłkarzy na świecie.

## Życie osobiste
Zidane jest z pochodzenia Kabylem. Jego rodzice – Smail i Malika, w 1953 roku emigrowali ze wsi Aguemone w Kabylii w północno-zachodniej Algierii do Paryża, skąd kilka lat później przeprowadzili się do Marsylii. Zidane dorastał w jednej z jej najbiedniejszych dzielnic – La Castellane, która była skupiskiem emigrantów z północnej Afryki.
Francuski pomocnik określa siebie jako niepraktykującego muzułmanina. Swoją żonę, byłą tancerkę oraz modelkę – Veronique Fernández poznał, grając dla zespołu AS Cannes podczas sezonu 1991/1992. Ich synowie również są piłkarzami: Enzo (ur. 1995) gra dla UD Almería, Luca (ur. 1998) jest bramkarzem Rayo Vallecano, Théo (ur. 2002) gra w Real Madryt Juvenil A, a Elyaz (ur. 2005) w Real Madryt Cadete A.

## Statystyki

### Piłkarz
| Zespół             | Sezon              | Liga    | Liga | Puchar  | Puchar | Europa  | Europa | Łącznie | Łącznie |
| Zespół             | Sezon              | występy | gole | występy | gole   | występy | gole   | występy | gole    |
| ------------------ | ------------------ | ------- | ---- | ------- | ------ | ------- | ------ | ------- | ------- |
| AS Cannes          | 1988/89            | 2       | 0    | 0       | 0      | –       | –      | 2       | 0       |
| AS Cannes          | 1990/91            | 28      | 1    | 3       | 0      | –       | –      | 31      | 1       |
| AS Cannes          | 1991/92            | 31      | 5    | 3       | 0      | 4       | 0      | 38      | 5       |
| AS Cannes          | Łącznie            | 61      | 6    | 6       | 0      | 4       | 0      | 71      | 6       |
| Girondins Bordeaux | 1992/93            | 35      | 10   | 4       | 1      | –       | –      | 39      | 11      |
| Girondins Bordeaux | 1993/94            | 34      | 6    | 3       | 0      | 6       | 2      | 43      | 8       |
| Girondins Bordeaux | 1994/95            | 37      | 6    | 5       | 1      | 4       | 1      | 46      | 8       |
| Girondins Bordeaux | 1995/96            | 33      | 6    | 3       | 0      | 15      | 6      | 51      | 12      |
| Girondins Bordeaux | Łącznie            | 139     | 28   | 15      | 2      | 25      | 9      | 179     | 39      |
| Juventus           | 1996/97            | 29      | 5    | 2       | 0      | 10      | 2      | 41      | 7       |
| Juventus           | 1997/98            | 32      | 7    | 5       | 1      | 11      | 3      | 48      | 11      |
| Juventus           | 1998/99            | 25      | 2    | 5       | 0      | 10      | 0      | 40      | 2       |
| Juventus           | 1999/2000          | 32      | 4    | 3       | 1      | 6       | 0      | 41      | 5       |
| Juventus           | 2000/01            | 33      | 6    | 2       | 0      | 4       | 0      | 39      | 6       |
| Juventus           | Łącznie            | 151     | 24   | 17      | 2      | 41      | 5      | 209     | 31      |
| Real Madryt        | 2001/02            | 31      | 7    | 9       | 2      | 9       | 3      | 49      | 12      |
| Real Madryt        | 2002/03            | 33      | 9    | 1       | 0      | 14      | 3      | 48      | 12      |
| Real Madryt        | 2003/04            | 33      | 6    | 7       | 1      | 10      | 3      | 50      | 10      |
| Real Madryt        | 2004/05            | 29      | 6    | 1       | 0      | 10      | 0      | 40      | 6       |
| Real Madryt        | 2005/06            | 29      | 9    | 5       | 0      | 4       | 0      | 38      | 9       |
| Real Madryt        | Łącznie            | 155     | 37   | 23      | 3      | 47      | 9      | 225     | 49      |
| Łącznie w karierze | Łącznie w karierze | 506     | 95   | 61      | 7      | 117     | 23     | 684     | 125     |

### Trener
Aktualne na 27 maja 2021.
| Zespół               | Od              | Do              | Statystyka | Statystyka | Statystyka | Statystyka | Statystyka |
| Zespół               | Od              | Do              | M          | W          | R          | P          | % W        |
| -------------------- | --------------- | --------------- | ---------- | ---------- | ---------- | ---------- | ---------- |
| Real Madryt Castilla | 25 czerwca 2014 | 4 stycznia 2016 | 57         | 26         | 17         | 14         | 45,61      |
| Real Madryt          | 4 stycznia 2016 | 31 maja 2018    | 149        | 104        | 29         | 16         | 69,80      |
| Real Madryt          | 11 marca 2019   | 27 maja 2021    | 114        | 68         | 26         | 20         | 59,65      |
| Łącznie              | Łącznie         | Łącznie         | 320        | 198        | 72         | 50         | 61,88      |

## Osiągnięcia
| Girondins Bordeaux - Puchar Intertoto UEFA: 1995 - Finał Pucharu UEFA: 1995/96 Juventus - Mistrzostwo Włoch: 1996/97, 1997/98 - Superpuchar Włoch: 1997 - Superpuchar Europy UEFA: 1996 - Puchar Interkontynentalny: 1996 - Puchar Intertoto UEFA: 1999 - Finał Ligi Mistrzów UEFA: 1996/97, 1997/98 Real Madryt - Mistrzostwo Hiszpanii: 2002/03 - Superpuchar Hiszpanii: 2001, 2003 - Liga Mistrzów UEFA: 2001/02 - Superpuchar Europy UEFA: 2002 - Puchar Interkontynentalny: 2002 - Finał Pucharu Króla: 2001/02, 2003/04 Francja - Mistrzostwo świata: 1998 - Mistrzostwo Europy: 2000 - Wicemistrzostwo świata: 2006 Indywidualne - Piłkarz Roku FIFA (pierwsze miejsce): 1998, 2000, 2003 - Piłkarz Roku FIFA (drugie miejsce): 2006 - Piłkarz Roku FIFA (trzecie miejsce): 1997, 2002 - Złota Piłka (pierwsze miejsce): 1998 - Złota Piłka (drugie miejsce): 2000 - Złota Piłka (trzecie miejsce): 1997 - Onze d’Or (pierwsze miejsce): 1998, 2000, 2001 - Onze d’Or (drugie miejsce): 1997, 2002, 2003 - Onze d’Or (trzecie miejsce): 1999 - Młody gracz roku Ligue 1: 1994 - Gracz roku Ligue 1: 1996 - Obcokrajowiec roku Serie A: 1997, 2001 - UEFA Club Football Awards, najlepszy pomocnik: 1997/1998 - Piłkarz roku według World Soccer (pierwsze miejsce): 1998 - Najlepszy piłkarz Europy według El Pais: 1998, 2001, 2002, 2003 - Jedenastka Roku według ESM: 1998, 2002, 2003, 2004 - Drużyna marzeń FIFA: 1998, 2006 - Kawaler (Chevalier) Orderu Legii Honorowej: 1998 - Wybrany do listy 100 najlepszych piłkarzy XX wieku według World Soccer: 1999 - Piłkarz roku według World Soccer (drugie miejsce): 2000 - Drużyna marzeń UEFA EURO 2000 - Najlepszy piłkarz mistrzostw Europy: 2000 - Piłkarz roku Serie A: 2001 - Drużyna Roku UEFA: 2001, 2002, 2003 - Najlepszy piłkarz sezonu według UEFA: 2002 - Premio Don Balón (Najlepszy Obcokrajowiec): 2002 - Drużyna marzeń UEFA EURO 2004 - FIFA 100: 2004 - UEFA Golden Jubilee Poll (najlepszy europejski gracz ostatnich 50 lat): 2004 - Pierwsze miejsce w głosowaniu internautów z okazji 50-lecia UEFA: 2004 - FIFPro World XI: 2005, 2006 - Najlepszy zawodnik mistrzostw świata (Złota piłka): 2006 - Najlepszy rozgrywający według IFFHS: 2006 - algierski Narodowy Order Zasługi (klasy Athir): 2006 - Golden Foot „All time”: 2008 - Marca Leyenda: 2008 - Oficer (Officier) Orderu Legii Honorowej: 2008/09 - Piłkarz dekady według ESPN: 2009 - Piłkarz dekady według Sports Illustrated: 2009 - Piłkarz dekady według Fox Sports: 2009 - Piłkarz dekady według Don Balón: 2010 - Laureus World Sports Awards: 2011 - Miejsce w drużynie wszech czasów według World Soccer: 2013 | Real Madryt - Mistrzostwo Hiszpanii: 2016/17, 2019/20 - Superpuchar Hiszpanii: 2017, 2020 - Liga Mistrzów UEFA: 2015/16, 2016/17, 2017/18 - Superpuchar Europy UEFA: 2016, 2017 - Klubowe mistrzostwo świata: 2016, 2017 Indywidualne - Trener miesiąca La Liga: kwiecień 2016, maj 2017 - Francuski menadżer roku: 2016, 2017 - Trener roku według Onze d’Or: 2016/17, 2017/18 - Trener roku FIFA: 2017 - Trener roku FIFA – drugie miejsce: 2016, 2018 - Klubowy trener roku według IFFHS: 2017, 2018 - Klubowy trener roku według IFFHS – drugie miejsce: 2016 - Drużyna roku według IFFHS: 2017 - Trener roku plebiscytu World Soccer: 2017 - Trener roku plebiscytu World Soccer – drugie miejsce: 2018 - Trener roku według Globe Soccer Awards: 2017 |